# Antonín Bradna
Antonín Bradna (26. listopadu 1922, Čakovice – 19. února 2006, Roudnice nad Labem) byl český katolický kněz a politický vězeň komunistického režimu.

## Život
Antonín Bradna vyrůstal v Praze-Čakovicích. Ve skautském oddílu měl přezdívku Vlčí máma. Vystudoval jezuitské gymnázium v Praze-Bubenči a poté Teologickou fakultu Univerzity Karlovy v Praze. Na kněze byl vysvěcen 20. června 1948. Působil v několika farnostech, v roce 1952 byl zatčen a ve vykonstruovaném procesu odsouzen k 15 letům těžkého žaláře jakožto vůdce údajné protistátní skupiny. Byl 12 let vězněn (mimo jiné Leopoldov, Valdice). Po propuštění v roce 1964 pracoval 4 roky jako dělník, poté jako pastorační referent na pražském arcibiskupství (1968–1971) a nakonec byl farářem (a posléze děkanem) na Podřipsku (Budyně nad Ohří a okolí, od 1971). Po listopadu 1989 zorganizoval opravy řady kostelů a kaplí na Podřipsku a Slánsku. Vydal knihu pamětí Zaradoval jsem se (2002).